# Tinodes petulades
Tinodes petulades là một loài Trichoptera trong họ Psychomyiidae. Chúng phân bố ở miền Cổ bắc.